# توني بيانكي
توني بيانكي (بالإنجليزية: Tony Bianchi)‏ هو كاتب بريطاني، ولد في 5 أبريل 1952 في شيلدز الشمالية ‏ في المملكة المتحدة، وتوفي في 2 يوليو 2017 في كارديف في المملكة المتحدة.